# Fernando Terremoto
Fernando Terremoto, de artiestennaam van Fernando Fernández Pantoja, (1969 - 2010 Jerez de la Frontera, ) - was een Spaans cantaor (flamencozanger) en componist. Hij werd vaak "Terremoto hijo" genoemd, ter onderscheid van zijn vader, el Terremoto de Jerez. De laatste jaren gebruikte hij steeds vaker alleen de naam "Terremoto".

## Biografie
Fernando Fernández Pantoja werd in 1969 in Jerez de la Frontera geboren als zoon van de toen al zeer belangrijke Terremoto de Jerez, ook wel "Terremoto padre". Deze stierf -Fernando was 12 jaar oud- aan een herseninfarct. Terremoto de Jerez - padre was en is nog alom in Jerez aanwezig: er staan beelden, er is een straatnaam. Ook herinnerden 'de mensen' zich altijd zijn vader, overal waren opnamen met zijn vaders stem, terwijl ook zijn moeder zich niet onbetuigd liet in de herinnering aan haar man.
Dat was voor de jonge 20 jaar oude 'Nando' uiteindelijk een reden om zijn gitaar, die hem tot dan toe bezighield, aan de wilgen te hangen. In 1990 startte zijn carrière als cantaor. Het was bepaald niet makkelijk in Jerez een zoon van een "Terremoto" (aardbeving) te zijn: als hijo (zoon) wordt altijd ten nadele van "padre" vergeleken. Eén keer, in de studio terwijl Fernando Terremoto opnamen maakte, was er één aanwezige, een aficionado (flamencokenner) die zijn vader indertijd goed had gekend, die een fout maakte: hij was ervan overtuigd dat er op dat moment een opname van Terremoto de Jerez ten gehore werd gebracht. Maar de stem die hij hoorde was 'zoon Fernando'. Sindsdien wist Fernando dat ook hij een 'Terremoto' was.
Als zoveel flamencozangers legde Fernando het traject af van optredens in Peñas, Concursos en als Cantaor P'atràs bij dansgezelschappen. Maar toen begon hij belangrijke prijzen te winnen: in 1996 het concours van de Biënnale van Sevilla, en was hij snel een van de populairste figuren van de flamencoscene. Vervolgens won hij in 1998 ook een ander prestigieus Andalusisch flamencoconcours, dat van Córdoba. Van dat moment af kreeg zijn internationale carrière vorm. Zo vertegenwoordigde hij Spanje op de Expo 2000 in Hannover.
Als artiest was Fernando Terremoto een creatief persoon. Hij beheerste een groot aantal estillos (flamencostijlen) en ook zijn composities worden zeer gewaardeerd. Tijdens optredens werd hij begeleid door zijn vaste gitarist Antonio Higuero.
Recent werd hij onderscheiden met de "Copa Jerez", een plechtstatige titel hem toegekend door de prestigieuze "Catédra de Flamencologia". Dankzij dit eerbetoon kwam hij definitief –naast zijn vader- in het rijtje van de allergrootsten in de Jerezaanse flamencogeschiedenis.

## Discografie
- La herencia de la sangre (Dro, 1989)
- Cantes de la campiña, bahía y sierra (1990)
- Cosa natural (Flamenco vivo, 1997)
- Evocación a Fernando Terremoto. En Compás de Origen
- Terremoto en Sevilla (livealbum)
- Terremoto (A Negro Producciones/Bujío Producciones, 2010)

## YouTube
- Terremoto (Hijo) de Jerez

## Foto's
- Fernando Terremoto Hijo